# Бородатий Тамарин
Бородатий Тамарин — книжкове видавництво, засноване в Рівному 15 листопада 2022 року сім'єю Кідруків – Максом, письменником, і Тетяною, викладачкою англійської мови. Спеціалізація —  нонфікшн та наукова фантастика.

## Назва та логотип
Оскільки, як стверджує співзасновник видавництва Максим Кідрук, назва проєкту створена через натхнення від приматів, адже «поєднання кумедності та мудрості цих тварин пасуватиме книжкам, які ми видаватимемо». Оскільки для видавництва більше важить не назва, а логотип, серед приматів обрали бородатого тамарина 𝘚𝘢𝘨𝘶𝘪𝘯𝘶𝘴 𝘪𝘮𝘱𝘦𝘳𝘢𝘵𝘰𝘳. «Я одразу збагнув: це воно. Він потішний і водночас серйозний. Він чудово виглядатиме на корінцях книг, у соцмережах, на футболках, чашках, усюди», — розповів Кідрук.

## Історія
Першою книгою видавництва стали Нові Темні Віки. Колонія Максима Кідрука. За версією Українського інституту книги роман став бестселером 2022 року.
В 2023 році вийшли друком перші видання нонфікшну: про динозаврів, космос та цікавинки всесвіту.

## Серії книг
Станом на 2025 рік видавництво видає чотири серії нонфікш: «Corvus», «Самотній Джордж», «Аксолотль», «Монтосьєль».

### Corvus
Тематикою книг цієї серії є космос та науки, що описують світ поза межами Землі.
Вийшли друком:
- Майк Маллейн. Верхи на шатлі. — Рівне : Бородатий Тамарин, 2023. — 528 с. — (Corvus) — 6000 прим. — ISBN 978-617-95267-4-9.
- Джон Вілліс. Усі ці світи ваші. — Рівне : Бородатий Тамарин, 2023. — 272 с. — (Corvus) — 3500 прим. — ISBN 978-617-95267-5-6.
- Кевін Пітер Генд. Океани поза межами Землі. — Рівне : Бородатий Тамарин, 2024. — 288 с. — (Corvus) — 2500 прим. — ISBN 978-617-95267-8-7.
- Емма Чепмен. Перше світло. — Рівне : Бородатий Тамарин, 2024. — 272 с. — (Corvus) — 2500 прим. — ISBN 978-617-8154-02-8.
- Майкл Браун. Як я вбив Плутон і чому це було неминуче. — Рівне : Бородатий Тамарин, 2024. — 272 с. — (Corvus) — 3000 прим. — ISBN 978-617-95406-3-9.
- Том Вулф. Нормальні пацани. — Рівне : Бородатий Тамарин, 2025. — 408 с. — (Corvus) — 3000 прим. — ISBN 978-617-95406-7-7.

У 2025 році готуються до виходу книги «Квант» Манжита Кумара, «Екзопланети» Лізи Калтенеґґер, «Аполлон 11» Крейґа Нельсона.

### Самотній Джордж
Тематикою книг цієї серії є біосфера та науки про Землю.
Вийшли друком:
- Майкл Бентон. Динозаври. Новий погляд. — Рівне : Бородатий Тамарин, 2023. — 384 с. — (Самотній Джордж) — 5000 прим. — ISBN 978-617-95267-3-2.
- Джейн Ґудолл. У пошуках надії. — Рівне : Бородатий Тамарин, 2024. — 304 с. — (Самотній Джордж) — 4000 прим. — ISBN 978-617-95267-9-4.
- Анне Свердруп-Тіґесон. Жали, дзижчи, кусай. — Рівне : Бородатий Тамарин, 2024. — 240 с. — (Самотній Джордж) — 4000 прим. — ISBN 978-617-8154-01-1.
- Джефф Ґуделл. Палюче тепло вб'є нас найперше. — Рівне : Бородатий Тамарин, 2024. — 368 с. — (Самотній Джордж) — 3000 прим. — ISBN 978-617-8154-03-5.
- Сванте Паабо. Неандерталець. — Рівне : Бородатий Тамарин, 2025. — 344 с. — (Самотній Джордж) — 3000 прим. — ISBN 978-617-95406-5-3.

У 2025 році готується до виходу книга «Заплутане життя» Мерліна Шелдрейка.

### Аксолотль
Науково-популярні книги широкої тематики та тревелоги.
Вийшли друком:
- Макс Кідрук. Теорія неймовірності. — Рівне : Бородатий Тамарин, 2023. — 304 с. — (Аксолотль) — 16000 прим. — ISBN 978-617-95267-6-3.
- Макс Кідрук. Зорі над островом Пасхи. — Рівне : Бородатий Тамарин, 2024. — 880 с. — (Аксолотль) — 5000 прим. — ISBN 978-617-95406-4-6.
- Коді Кессіді. Вижити. — Рівне : Бородатий Тамарин, 2025. — 256 с. — (Аксолотль) — 3000 прим. — ISBN 978-617-95406-8-4.

### Монтосьєль
Книги цієї серії розповідають про важливі історичні події з погляду їхніх безпосередніх учасників.
Вийшли друком:
- Блейн Гарден. Втеча з табору 14. — Рівне : Бородатий Тамарин, 2024. — 320 с. — (Монтосьєль) — 5000 прим. — ISBN 978-617-8154-04-2.
- Руаль Амундсен. Південний полюс. — Рівне : Бородатий Тамарин, 2025. — 680 с. — (Монтосьєль) — ISBN 978-617-95406-1-5.
- Роберт Пірі. Північний полюс. — Рівне : Бородатий Тамарин, 2025. — 320 с. — (Монтосьєль) — ISBN 978-617-95406-2-2.
- Пітер Цукерман, Аманда Падоан. Поховані в небі. — Рівне : Бородатий Тамарин, 2025. — 304 с. — (Монтосьєль) — 3000 прим. — ISBN 978-617-95406-6-0.

У 2025 році готуються до виходу книги «Війна» Боба Вудворда та «Остання дівчина» Наді Мурад.

## Соціальні проєкти
Видавництво стало офіційним опікуном імператорських тамаринів з Рівненського зоопарку.

## Видавництво в соцмережах
- Facebook
- Instagram.com
- Twitter
- Tiktok